# Сан-Висенти-Феррейра
Сан-Висенте-Феррейра (порт. São Vicente Ferreira) — район (фрегезия) в Португалии, входит в округ Азорские острова. Расположен на острове Сан-Мигел. Является составной частью муниципалитета Понта-Делгада. Население составляет 1664 человека на 2001 год. Занимает площадь 11,37 км².
Покровителем района считается Сан-Висенте-Феррейра (порт. São Vicente Ferreira).